# Кириак I (епископ Византийский)
Епископ Кириак I (греч. Κυριάκος Α ум. 230) — епископ Византийский, являвшийся патриархом на протяжении 13 лет (217-230 гг.).
Предшественником Кириака I был Филадельф Византийский, а его преемником служил патриарх Кастин.
В Хронографии патриарха Константинопольского Никифора I (нач. IX в.) Кириак I фигурирует на 19-м месте после Филадельфа Византийского с указанием, что он занимал кафедру 13 лет.
В небольшом сохранившемся Житии Кастина, Кириак I именуется Кириллианом, чудотворцем. Там же сообщается, что знатный римлянин Кастин был исцелен и обращен в христианство Кириаком и по его завещанию перенес Аргиропольскую кафедру в Византий; последняя информация носит характер предания.
Вопрос о литургическом почитании, так же как и о действительном существовании Кириака I остается открытым. В Синаксаре Константинопольской церкви, память Кириллиана Константинопольского, без дополнительных сведений отмечена датами 27 и 30 октября и 30 марта. Однако, в церкви сохранилось только почитание святого Кириака II с указанием на даты 27 и 30 октября.
Никодим Святогорец считал, что 27 октября — память Кириллиана, а 30 октября — патриарха Константинопольского Кириака II, занимавшего кафедру на рубеже VI и VII веков. Сергий Спасский полагал, что в октябре совершается память Кириака II, но допускал, что днем памяти Кириака I может быть 30 марта. Ипполит Делеэ, отрицавший существование Кириака I, все дни памяти относит к Кириаку II, считая память 30 марта редупликацией памяти 30 октября. Синаксари и прологи не приводят никаких сказаний о Кириаке I, только иногда стихи общего содержания.